# В душе драм, в сердце светлая Русь
В душе драм, в сердце светлая Русь — дебютный студийный альбом музыкального проекта Нейромонах Феофан, выпущенный в 2015 году. По словам музыканта, пластинка является попыткой «совместить широту русской души, русскую песню, балалайку и стиль драм-н-бейс». Многие песни, вошедшие в альбом, были выложены в интернет задолго до выхода альбома, однако это не помешало ему попасть после выхода в «Топ 10» продаж российского iTunes.

## Об альбоме
Альбом получил положительную оценку от музыкального обозревателя InterMedia Алексея Мажаева. Несмотря на то, что в текстах песен постоянно используется слово «драм», он определил жанр музыки как электропоп с элементами фолка. Использованием лексики стилизованной под древнерусский говор (оканье, употребление архаизмов и т. д.), а также пропагандой нравственного возрождения с одновременным иронизированием по поводу него, Нейромонах Феофан доводит идею такого возрождения до абсурда. Диапазон тем, простирающийся от рекламы древнерусских опен-эйров, до описания программы вымышленных древнерусских Олимпийских Игр, не даёт заскучать от повторяемого практически в каждом треке восхваления драм-н-бейса.
Оформлением обложки занимался художник Юрий Чучмай.

## Список композиций
| №   | Название                              | Длительность |
| --- | ------------------------------------- | ------------ |
| 1.  | «В душе драм, в сердце светлая Русь!» | 2:28         |
| 2.  | «Козаки»                              | 2:22         |
| 3.  | «Нейромонах Феофан»                   | 2:07         |
| 4.  | «Пляски с медведем»                   | 3:50         |
| 5.  | «Драм для Ивана»                      | 4:17         |
| 6.  | «Посевная»                            | 4:50         |
| 7.  | «Ядрёность — образ жизни»             | 3:44         |
| 8.  | «Камыш»                               | 2:57         |
| 9.  | «Мужицкая силушка»                    | 2:19         |
| 10. | «Асмодеев на кол»                     | 2:58         |
| 11. | «По ночам»                            | 2:57         |
| 12. | «Холодно в лесу»                      | 2:15         |
| 13. | «Под драм легко»                      | 2:44         |
| 14. | «Будь счастлива Русь»                 | 2:41         |
| 15. | «Лесные забавы»                       | 3:44         |
| 16. | «Лапти разбить об пол»                | 3:43         |
| 17. | «Светлая Русь»                        | 3:44         |